# A kaptár – Raccoon City visszavár
A kaptár – Raccoon City visszavár (eredeti cím: Resident Evil: Welcome to Raccoon City) 2021-ben bemutatott német-amerikai sci-fi-horrorfilm, amelynek forgatókönyvírója és rendezője Johannes Roberts. A Capcom által készített első és második játék történeteiből adaptált film A kaptár-filmsorozat rebootjaként szolgál, és összességében a hetedik film, amely az azonos című videojáték-sorozaton alapul. A főszerepben Kaya Scodelario, Hannah John-Kamen, Robbie Amell, Tom Hopper, Avan Jogia, Donal Logue és Neal McDonough látható.
A előkészületek 2017 elején, a A Kaptár – Utolsó fejezet megjelenése után kezdődött, és James Wan producer érdeklődését fejezte ki a projekt iránt. Később a Constantin Film elnöke, Martin Moszkowicz elmondta, hogy a filmsorozat rebootja már készülőben van. Ugyanebben a hónapban Wan-t felkérték, hogy legyen a reboot producere, melynek forgatókönyvét Greg Russo írta; később Robertset szerződtették írónak és rendezőnek is, Wan és Russo pedig távozott a projektből. A forgatás 2020. október 17-én kezdődött a kanadai Ontario államban (Greater Sudbury). A filmet 2021 májusában újraforgatták.
A kaptár – Raccoon City visszavár 2021. november 24-én jelent meg az Amerikai Egyesült Államokban a Sony Pictures Releasing forgalmazásában, Magyarországon 2022. január 6-án mutatta be az InterCom Zrt..

## Cselekmény
Az 1980-as években a gyermek Claire Redfield és bátyja, Chris a Raccoon City árvaházában élnek. Claire összebarátkozik Lisa Trevorral, egy eltorzult külsejű kislánnyal, akin kísérleteket végzett Dr. William Birkin, az árvaházat felügyelő és a gyerekeket kísérleti kutatásaihoz felhasználó Umbrella Corporation egyik alkalmazottja. Claire megszökik Birkin elől, amikor őt is kiválasztják kísérleti alanynak.
1998-ban Claire stopposként visszatér Raccoon Citybe. Az őt felvevő kamion sofőrje a szakadó esőben véletlenül elgázol egy út közepén sétáló nőt. Miközben Claire és a sofőr vitatkoznak az esetről, a nő élőhalottként magához tér és eltűnik az erdőben. A kamionsofőr dobermannja elkezdi nyalogatni a nő hátrahagyott vérét és idővel a veszettség tüneteit mutatja: habzik a szája és gazdájára támad. Eközben Leon S. Kennedy, a városba nemrég odaköltözött újonc rendőr észreveszi, hogy az étterem tulajdonosának vér folyik a szeméből.
Claire elmegy Chris otthonába, hogy figyelmeztesse őt az Umbrella kísérleteiről, és Ben Bertoluccit adja meg információforrásként, de a férfi nem hisz neki. Miután Chris behívják a rendőrségre, egy gyerek tör be a házba, aki az anyja elől menekül. A nő megtámadja Claire-t. Az anya és gyermeke is megőrült, erősen hullik a hajuk, beteges kinézetűek és vér borítja a testüket. Claire Chris motorján menekül el.
A rendőrőrsön a STARS Alpha csapat találkozik Brian Irons rendőrfőnökkel, aki elmagyarázza, hogy a Bravo csapat eltűnt, miközben egy halálesetet vizsgáltak ki a távoli Spencer-villában. A Chrisből, Jill Valentine-ból, Richard Aikenből, Brad Vickersből és Albert Weskerből álló Alpha csapatot helikopterrel küldik a helyszínre nyomozni. Felfedezik, hogy az épületet teljesen ellepték a zombik.
A kamion sofőrje, aki kutyája harapásától maga is zombivá változott, a járművével belehajt a rendőrőrs épületébe. Irons főnök megpróbálja elhagyni a várost, de az Umbrella őrök megállítják és a menekülni próbáló civileket agyonlövik, hogy megfékezhessék a járványt. Az állomásra visszatérő Ironst megtámadja a kamionsofőr zombi kutyája, de Claire megmenti őt. Claire és Leon fegyvert szereznek és találkoznak a börtönbe zárt Bennel. Bent megharapja egy élőhalott rab, mielőtt kiszabadulhatna a cellájából.
Társai tudta nélkül Wesker azt a feladatot kapta egy ismeretlen megbízótól, hogy lopja el Birkin vírusát, mindehhez az épület ismeretére hagyatkozva. Helikopterük az épületre zuhan, miután a pilótát, Bradet megharapja egy zombi. Chris és Richard a Bravo csapat tagjainak holttestét evő zombikkal találkozik. Richardot megölik, míg Chris megküzd a hordával és újra találkozik Jill-lel. A páros a titkos átjáróba menekül, melyet Wesker nyitott ki.
A rendőrőrsöt elözönlik a zombik, Leon, Claire és Irons pedig az árvaházba menekül, egy titkos Umbrella-alagutat keresve az épületben. Egy licker (mutáns élőhalott) megöli Ironst és megtámadja Leont, de Lisának sikerül megmentenie. Lisa felismeri a felnőtt Claire-t és átadja nekik a titkos átjáró kulcsát. A páros felfedezi a labort, ahol az Umbrella olyan gyerekeken kísérletezett, mint például az Ashford ikrek.
Wesker találkozik Dr. Birkinnel. Az ezt követő dulakodásban Birkin meglövi Weskert, ő válaszul visszalő, majd önvédelemből fejbe lövi a haldokló Birkin fegyverét rászegező feleségét. Amikor Wesker habozik, hogy meghúzza-e a ravaszt a fegyvert megszerző gyermekük, Sherry ellen, Jill hátba lövi a férfit. Mielőtt meghalna, Wesker elmondja nekik, hogy meneküljenek a metróval, mielőtt az Umbrella Corporation elpusztítja a várost, de a túlélés érdekében Birkin befecskendezte magának a "G-vírust". Chris, Sherry, Jill, Claire és Leon a vonathoz menekülnek, de Raccoon City és a Spencer-villa megsemmisülése megállítja őket. A mutálódott, szörnykinézetű Birkin így utoléri őket. Megtámadja a vonatot és megpróbálja megölni Claire-t. Chris próbálja megmenteni a húgát azzal, hogy folyamatosan lövi a szörnyet, de elfogynak a töltények, Claire ezért tőrével leszúrja a szörnyet. Leon rakétavetővel lövi szét a teremtményt, így végleg végezve vele. Miközben a Corporation kijelenti, hogy a pusztítás után nem maradt civil túlélő, az öt túlélő kisétál a vonatalagútból, ezzel maguk mögött hagyják Raccoon City-t.
A stáblista közepén Wesker egy hullazsákban ébred és pánikba esik, amiért a korábban történtek ellenére életben van, ugyanakkor megvakult. Egy titokzatos nő átad neki egy napszemüveget, és Ada Wongként mutatkozik be.

## Szereplők
| Szerep                  | Színész           | Magyar hang    | Leírás                                                                                              |
| ----------------------- | ----------------- | -------------- | --------------------------------------------------------------------------------------------------- |
| Claire Redfield         | Kaya Scodelario   | Csuha Borbála  | Chris húga, aki főiskolásként az Umbrella Corporation után nyomoz.                                  |
| Jill Valentine          | Hannah John-Kamen | Gubik Petra    | A STARS tagja és Chris partnere.                                                                    |
| Chris Redfield          | Robbie Amell      | Czető Roland   | A STARS tagja és Claire bátyja, akit a Spencer-kastély felderítésére küldenek.                      |
| Albert Wesker           | Tom Hopper        | Szatory Dávid  | A STARS tagja, aki kettős ügynökként dolgozik az Umbrella Corporationnek.                           |
| Leon S. Kennedy         | Avan Jogia        | Fehér Tibor    | A Raccoon Rendőrség (RPD) újonca, aki összefog Claire-rel.                                          |
| Brian Irons rendőrfőnök | Donal Logue       | Forgács Péter  | Az RPD rendőrfőnöke.                                                                                |
| William Birkin          | Neal McDonough    | Czvetkó Sándor | Az Umbrella kísérleteinek egyik vezetője.                                                           |
| Ada Wong                | Lily Gao          |                | Titokzatos kém, aki találkozik Leonnal és Claire-rel.                                               |
| Richard Aiken           | Chad Rook         | Gacsal Ádám    | A STARS tagja.                                                                                      |
| Lisa Trevor             | Marina Mazepa     |                | Az Umbrella egyik kísérleti személye.                                                               |
| Ben Bertolucci          | Josh Cruddas      | Molnár Levente | Egy összeesküvés-elméleti kutató, aki az Umbrella Corporation után nyomoz, azonban börtönbe zárják. |

## A film készítése

### Szereplőválogatás
2020 elején a szereposztás már folyamatban volt, de a COVID-19 világjárvány miatt elhúzódott. A Starburst magazinnak adott 2020. februári interjújában Roberts megerősítette, hogy a szereposztás részleteit márciusban jelentették be. 2020 áprilisában a Full Circle Cinema arról számolt be, hogy a stúdió Brenton Thwaites-t, Kaya Scodelariót és Harris Dickinsont szemelte ki a Redfield testvérek, Chris és Claire, valamint Leon S. Kennedy szerepére.
2020. október 6-án a Deadline Hollywood bejelentette, hogy Scodelario és Hannah John-Kamen kapták meg Claire és Jill Valentine szerepét, Robbie Amell, Tom Hopper, Avan Jogia és Neal McDonough pedig Chris Redfield, Albert Wesker, Leon S. Kennedy és William Birkin szerepét. A rebootot úgy írták le, hogy egy 1998-ban játszódó eredettörténetként szolgál. Még ugyanazon év novemberében Donal Logue kapta meg Brian Irons rendőrfőnök karakterét.

### Forgatás
A forgatás 2020. október 17-én kezdődött a kanadai Ontario államban, ahol Maxime Alexandre volt az operatőr. A forgatás 2020. december 24-én fejeződött be.

### Utómunka
2021 márciusában Roberts felfedte a teljes címet: Resident Evil: Welcome to Raccoon City. 2021 májusában Amell elárulta, hogy a filmet Torontoban újraforgatják.

## Fordítás
- Ez a szócikk részben vagy egészben  a   Resident Evil: Welcome to Raccoon City című angol Wikipédia-szócikk fordításán alapul.  Az eredeti cikk szerkesztőit annak laptörténete sorolja fel. Ez a jelzés csupán a megfogalmazás eredetét és a szerzői jogokat jelzi, nem szolgál a cikkben szereplő információk forrásmegjelöléseként.